# Botia udomritthiruji
Botia udomritthiruji Ng, 2007 è un pesce di acqua dolce appartenente alla famiglia Cobitidae e alla sottofamiglia Botiinae. Prende il nome dall'ittiologo e acquarista thailandese Kamphol Udomritthiruj.

## Distribuzione e habitat
È stato osservato solo nel bacino del Tenasserim in Myanmar. Vive sia su fondali sabbiosi che ghiaiosi.

## Descrizione
Il corpo ha la forma tipica dei Botia, compresso lateralmente e appiattito sul ventre, con la testa dal profilo triangolare; non supera gli 11,5 cm di lunghezza.
La bocca è circondata da barbigli. La colorazione cambia nel corso della vita: nei giovani è giallastra con cinque bande verticali scure ben definite; con l'età, i limiti di queste diventano più irregolari e sfumati, e appaiono macchie scure nelle aree che le intervallano. Anche le pinne sono giallastre a strisce più scure. 
Si distingue facilmente dalle altre specie di Botia birmane: Botia kubotai ha una colorazione a macchie e non presenta striature verticali scure, mentre in Botia histrionica esse sono decisamente più strette e fitte che in B. udomritthiruji. Più simile è invece Botia dario, specie proveniente dal nord-est del subcontinente indiano; B. dario ha però un peduncolo caudale più sottile e più striature scure verticali.

## Alimentazione
Questa specie è ancora poco conosciuta. È probabile che si nutra prevalentemente di crostacei, molluschi e insetti come le altre specie di Botia.

## Conservazione
Come le altre specie del genere Botia, è piuttosto ricercato per l'acquariofilia. Nel 2012, la cattura ne era molto diminuita anche a causa dell'instabilità politica del Tenasserim; la situazione delle popolazioni naturali non era comunque ben nota, quindi la lista rossa IUCN ha classificato questa specie come "dati insufficienti" (DD).